# Banie (plaats)
Banie (Duits: Bahn) is een plaats in het Poolse district  Gryfiński, woiwodschap West-Pommeren. De plaats maakt deel uit van de gemeente Banie en telt 2000 inwoners.